# Cocoseae
Cocoseae, tribus palmi, dio potporodice Arecoideae.

## Podtribusi
Sastoji se od tri podtribusa:
1. Attaleinae Drude in Mart.
2. Bactridinae Drude in Mart.
3. Elaeidinae Drude